# Antti Kalliomäki
Antti Kalliomäki (né le 8 janvier 1947 à Siikainen) est un homme politique finlandais membre du Parti social-démocrate et député au Parlement de Finlande de 1983 à 2011. Kalliomäki s'est d'abord illustré en athlétisme en remportant la médaille d'argent du saut à la perche lors des Jeux olympiques d'été de 1976.

## Carrière sportive
Antti Kalliomäki remporte cinq médailles lors des Championnats d'Europe en salle. Troisième de l'épreuve en 1972, puis médaillé d'argent à trois reprises en 1974, 1976 et 1977, il s'adjuge le titre continental « indoor » lors des Championnats d'Europe 1975 où il franchit la barre de 5,35 m. En 1978, le Finlandais monte sur la deuxième marche du podium des Championnats d'Europe de Prague, derrière le Soviétique Vladimir Trofimenko.
Vainqueur des championnats de Finlande à huit reprises, il participe à trois éditions des Jeux olympiques. Finaliste en 1972, il remporte la médaille d'argent des Jeux de Montréal, en 1976, devancé au nombre d'essais par le Polonais Tadeusz Slusarski (5,55 m). Il établit la meilleure performance de sa carrière en 1980 en franchissant la hauteur de 5,66 m. La même année, il est éliminé en qualifications des Jeux olympiques de Moscou.

### Palmarès
| Année | Compétition                    | Lieu            | Place | Marque |
| ----- | ------------------------------ | --------------- | ----- | ------ |
| 1972  | Championnats d'Europe en salle | Grenoble        | 3e    | 5,30 m |
| 1974  | Championnats d'Europe en salle | Göteborg        | 2e    | 5,30 m |
| 1975  | Championnats d'Europe en salle | Katowice        | 1er   | 5,35 m |
| 1976  | Championnats d'Europe en salle | Munich          | 2e    | 5,40 m |
| 1976  | Jeux olympiques                | Montréal        | 2e    | 5,50 m |
| 1977  | Championnats d'Europe en salle | Saint-Sébastien | 2e    | 5,30 m |
| 1978  | Championnats d'Europe          | Prague          | 2e    | 5,50 m |

## Records
| Épreuve          | Épreuve   | Marque | Lieu     | Date            |
| ---------------- | --------- | ------ | -------- | --------------- |
| Saut à la perche | Plein air | 5,66 m | Raahe    | 13 juillet 1980 |
| Saut à la perche | Salle     | 5,41 m | Portland | 29 janvier 1977 |

## Carrière politique
Membre du Parti social-démocrate de Finlande (SDP), il est élu en 1983 député à la Diète nationale, où il siège jusqu'en 2011. Après les législatives de 1991, il est choisi comme président du groupe SDP.
Le 13 avril 1995, il devient ministre du Commerce et de l'Industrie dans le premier gouvernement du social-démocrate Paavo Lipponen. Alors qu'il n'est pas reconduit à la fin de son mandat, le 15 avril 1999, il est porté à la présidence du groupe parlementaire du SDP.
Après les élections législatives de mars 2003, Anneli Jäätteenmäki, du Parti du centre (Kesk) remplace Lipponen. Les sociaux-démocrates restent cependant au gouvernement et Antti Kalliomäki se voit nommé Vice-Premier ministre de Finlande et ministre des Finances le 17 avril. Reconduit le 24 juin suivant dans l'exécutif formé par Matti Vanhanen, il passe au poste de ministre de l'Éducation à la faveur du remaniement du 23 septembre 2005.
Le SDP est exclu de la coalition au pouvoir en avril 2007, du fait de son échec aux élections législatives, et lui-même se retire de la politique à l'occasion des élections d'avril 2011.